# New York School of Applied Design
La New York School of Applied Design  es una escuela histórica ubicada en Nueva York, Nueva York. La New York School of Applied Design se encuentra inscrita como un Hito Histórico Neoyorquino en la Comisión para la Preservación de Monumentos Históricos de Nueva York al igual que en el Registro Nacional de Lugares Históricos desde el 16 de diciembre de 1982. Harvey Wiley Corbett fue el arquitecto de la New York School of Applied Design.

## Ubicación
La New York School of Applied Design se encuentra dentro del condado de Nueva York en las coordenadas 40°44′38″N 73°58′56″O / 40.743889, -73.982222.